# Diphyllobothrium mansonoides
Diphyllobothrium mansonoides é uma espécie de nematódeo da família Diphyllobothriidae. Endêmica da América do Norte (principalmente a Florida e o golfo do México), a infecção pelo parasito causa a esparganose em humanos. É muito semelhante a Spirometra erinacei, o que gerava dúvida quando a separação das duas espécies, entretanto, análises de PCR demonstraram se tratar de duas espécies distintas.